# Temporada 2022 de Eurofórmula Open
La temporada 2022 de Eurofórmula Open fue la vigesimasegunda edición de dicha competición. Comenzó el 30 de abril en Estoril y finalizó el 16 de octubre en Barcelona.

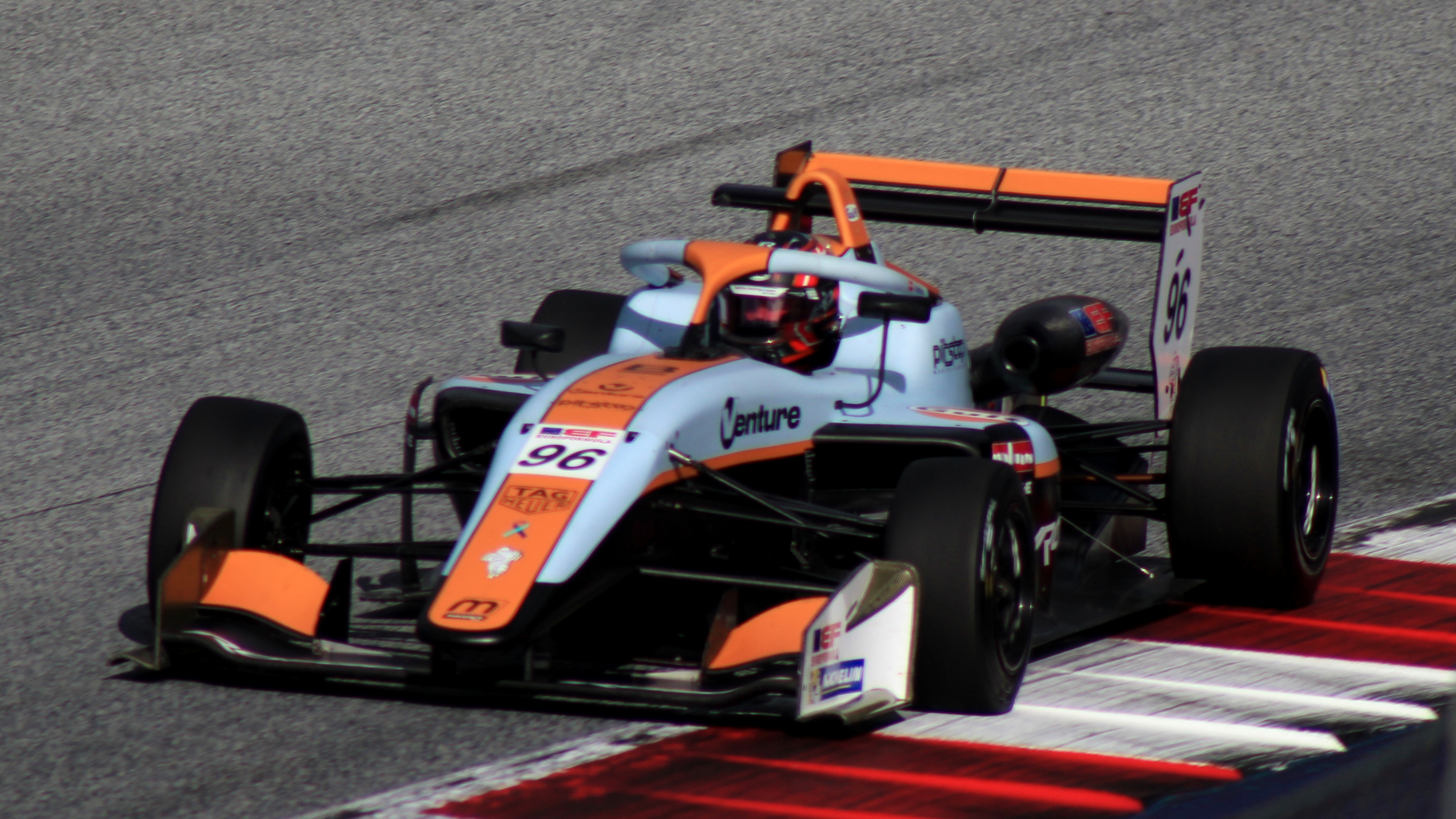
Oliver Goethe fue el campeón de la edición 2022 de Eurofórmula Open.

El danés Oliver Goethe fue el ganador del Campeonato de Pilotos, Vladislav Lomko fue ganador del Campeonato de Novatos, y CryptoTower Racing se quedó con el Campeonato de Escuderías.

## Escuderías y pilotos
Las escuderías y pilotos para la temporada 2022 fueron las siguientes:
| Escudería             | Motor         | N.º | Piloto              | Estado | Rondas |
| --------------------- | ------------- | --- | ------------------- | ------ | ------ |
| Effective Racing      | Mercedes-Benz | 7   | Vladimír Netušil    |        | 2-9    |
| Drivex School         | Mercedes-Benz | 12  | Ayrton Simmons      |        | 5-7, 9 |
| Drivex School         | Mercedes-Benz | 63  | Benjámin Berta      |        | 5      |
| Drivex School         | Mercedes-Benz | 63  | Daniel Nogales      | N      | 7      |
| Drivex School         | Mercedes-Benz | 67  | Nico Pino           |        | 1-4    |
| Drivex School         | Mercedes-Benz | 68  | Alex Peroni         |        | 1      |
| Van Amersfoort Racing | Mercedes-Benz | 14  | Filip Ugran         |        | 1-4    |
| Van Amersfoort Racing | Mercedes-Benz | 22  | Nicola Marinangeli  |        | 1-3    |
| Van Amersfoort Racing | Mercedes-Benz | 25  | Sebastian Øgaard    | N      | 1-4    |
| Van Amersfoort Racing | Mercedes-Benz | 88  | Filip Kaminiarz     |        | 4      |
| CryptoTower Racing    | Volkswagen    | 21  | Josh Mason          |        | Todas  |
| CryptoTower Racing    | Volkswagen    | 69  | Vladislav Lomko     | N      | Todas  |
| CryptoTower Racing    | Volkswagen    | 71  | Christian Mansell   |        | Todas  |
| Team Motopark         | Volkswagen    | 24  | Alex García         | N      | Todas  |
| Team Motopark         | Volkswagen    | 78  | Frederick Lubin     |        | Todas  |
| Team Motopark         | Volkswagen    | 96  | Oliver Goethe       |        | Todas  |
| BVM Racing            | Volkswagen    | 84  | Francesco Simonazzi | N      | Todas  |
| NV Racing             | Volkswagen    | 212 | Paolo Brajnik       |        | 6      |

| Icono | Leyenda |
| ----- | ------- |
| N     | Novato  |

## Calendario
El calendario se presentó el 22 de septiembre de 2022.
| Ronda   | Ronda | Ronda                                        | Fecha            |
| ------- | ----- | -------------------------------------------- | ---------------- |
| 1       | C1    | Autódromo Fernanda Pires da Silva, Estoril   | 30 de abril      |
| 1       | C2    | Autódromo Fernanda Pires da Silva, Estoril   | 1 de mayo        |
| 1       | C3    | Autódromo Fernanda Pires da Silva, Estoril   | 1 de mayo        |
| 2       | C1    | Circuito de Pau-Ville, Pau                   | 7 de mayo        |
| 2       | C2    | Circuito de Pau-Ville, Pau                   | 8 de mayo        |
| 3       | C1    | Circuito Paul Ricard, Le Castellet           | 21 de mayo       |
| 3       | C2    | Circuito Paul Ricard, Le Castellet           | 22 de mayo       |
| 3       | C3    | Circuito Paul Ricard, Le Castellet           | 22 de mayo       |
| 4       | C1    | Circuito de Spa-Francorchamps, Francorchamps | 18 de junio      |
| 4       | C2    | Circuito de Spa-Francorchamps, Francorchamps | 19 de junio      |
| 4       | C3    | Circuito de Spa-Francorchamps, Francorchamps | 19 de junio      |
| 5       | C1    | Hungaroring, Mogyoród                        | 9 de julio       |
| 5       | C2    | Hungaroring, Mogyoród                        | 10 de julio      |
| 5       | C3    | Hungaroring, Mogyoród                        | 10 de julio      |
| 6       | C1    | Autodromo Enzo e Dino Ferrari, Imola         | 3 de septiembre  |
| 6       | C2    | Autodromo Enzo e Dino Ferrari, Imola         | 4 de septiembre  |
| 6       | C3    | Autodromo Enzo e Dino Ferrari, Imola         | 4 de septiembre  |
| 7       | C1    | Red Bull Ring, Spielberg                     | 10 de septiembre |
| 7       | C2    | Red Bull Ring, Spielberg                     | 11 de septiembre |
| 7       | C3    | Red Bull Ring, Spielberg                     | 11 de septiembre |
| 8       | C1    | Autodromo Nazionale di Monza, Monza          | 24 de septiembre |
| 8       | C2    | Autodromo Nazionale di Monza, Monza          | 25 de septiembre |
| 8       | C3    | Autodromo Nazionale di Monza, Monza          | 25 de septiembre |
| 9       | C1    | Circuito de Barcelona-Cataluña, Montmeló     | 15 de octubre    |
| 9       | C2    | Circuito de Barcelona-Cataluña, Montmeló     | 16 de octubre    |
| 9       | C3    | Circuito de Barcelona-Cataluña, Montmeló     | 16 de octubre    |
| Fuente: |       |                                              |                  |

## Resultados
| Ronda | Ronda | Ronda             | Pole Position     | Vuelta rápida       | Piloto ganador        | Escudería ganadora  | Novato ganador      |
| ----- | ----- | ----------------- | ----------------- | ------------------- | --------------------- | ------------------- | ------------------- |
| 1     | C1    | Estoril           | Oliver Goethe     | Oliver Goethe       | Christian Mansell     | CryptoTower Racing  | Vladislav Lomko     |
| 1     | C2    | Estoril           |                   | Oliver Goethe       | Oliver Goethe         | Team Motopark       | Sebastian Øgaard    |
| 1     | C3    | Estoril           | Filip Ugran       | Sebastian Øgaard    | Van Amersfoort Racing | Sebastian Øgaard    |                     |
| 2     | C1    | Pau               | Oliver Goethe     | Oliver Goethe       | Oliver Goethe         | Team Motopark       | Vladislav Lomko     |
| 2     | C2    | Pau               | Oliver Goethe     | Oliver Goethe       | Vladislav Lomko       | CryptoTower Racing  | Vladislav Lomko     |
| 3     | C1    | Le Castellet      | Christian Mansell | Vladislav Lomko     | Oliver Goethe         | Team Motopark       | Vladislav Lomko     |
| 3     | C2    | Le Castellet      |                   | Oliver Goethe       | Christian Mansell     | CryptoTower Racing  | Vladislav Lomko     |
| 3     | C3    | Le Castellet      | Oliver Goethe     | Oliver Goethe       | Team Motopark         | Vladislav Lomko     |                     |
| 4     | C1    | Spa-Francorchamps | Oliver Goethe     | Oliver Goethe       | Oliver Goethe         | Team Motopark       | Vladislav Lomko     |
| 4     | C2    | Spa-Francorchamps |                   | Oliver Goethe       | Oliver Goethe         | Team Motopark       | Vladislav Lomko     |
| 4     | C3    | Spa-Francorchamps | Christian Mansell | Oliver Goethe       | Team Motopark         | Vladislav Lomko     |                     |
| 5     | C1    | Budapest          | Vladislav Lomko   | Oliver Goethe       | Oliver Goethe         | Team Motopark       | Vladislav Lomko     |
| 5     | C2    | Budapest          |                   | Christian Mansell   | Josh Mason            | CryptoTower Racing  | Vladislav Lomko     |
| 5     | C3    | Budapest          | Ayrton Simmons    | Christian Mansell   | CryptoTower Racing    | Francesco Simonazzi |                     |
| 6     | C1    | Imola             | Oliver Goethe     | Oliver Goethe       | Oliver Goethe         | Team Motopark       | Vladislav Lomko     |
| 6     | C2    | Imola             |                   | Francesco Simonazzi | Vladislav Lomko       | CryptoTower Racing  | Vladislav Lomko     |
| 6     | C3    | Imola             | Josh Mason        | Josh Mason          | CryptoTower Racing    | Vladislav Lomko     |                     |
| 7     | C1    | Spielberg         | Oliver Goethe     | Oliver Goethe       | Oliver Goethe         | Team Motopark       | Vladislav Lomko     |
| 7     | C2    | Spielberg         |                   | Vladislav Lomko     | Vladislav Lomko       | CryptoTower Racing  | Vladislav Lomko     |
| 7     | C3    | Spielberg         | Vladislav Lomko   | Francesco Simonazzi | BVM Racing            | Francesco Simonazzi |                     |
| 8     | C1    | Monza             | Vladislav Lomko   | Vladislav Lomko     | Vladislav Lomko       | CryptoTower Racing  | Vladislav Lomko     |
| 8     | C2    | Monza             |                   | Christian Mansell   | Josh Mason            | CryptoTower Racing  | Vladislav Lomko     |
| 8     | C3    | Monza             | Frederick Lubin   | Vladislav Lomko     | CryptoTower Racing    | Vladislav Lomko     |                     |
| 9     | C1    | Barcelona         | Oliver Goethe     | Oliver Goethe       | Oliver Goethe         | Team Motopark       | Francesco Simonazzi |
| 9     | C2    | Barcelona         |                   | Vladislav Lomko     | Vladislav Lomko       | CryptoTower Racing  | Vladislav Lomko     |
| 9     | C3    | Barcelona         | Frederick Lubin   | Frederick Lubin     | Team Motopark         | Vladislav Lomko     |                     |

## Clasificaciones

### Sistema de puntuación
| Posición | 1.º | 2.º | 3.º | 4.º | 5.º | 6.º | 7.º | 8.º | 9.º | 10.º | Pole | VR | PG |
| -------- | --- | --- | --- | --- | --- | --- | --- | --- | --- | ---- | ---- | -- | -- |
| Puntos   | 25  | 18  | 15  | 12  | 10  | 8   | 6   | 4   | 2   | 1    | 1    | 1  | 2* |

### Campeonato de Pilotos
| Pos. | Piloto              | EST | EST | EST | PAU | PAU | LEC | LEC | LEC | SPA | SPA | SPA | BUD | BUD | BUD | IMO | IMO | IMO | SPI | SPI | SPI | MNZ | MNZ | MNZ | BAR | BAR | BAR | Puntos |
| ---- | ------------------- | --- | --- | --- | --- | --- | --- | --- | --- | --- | --- | --- | --- | --- | --- | --- | --- | --- | --- | --- | --- | --- | --- | --- | --- | --- | --- | ------ |
| 1    | Oliver Goethe       | 3   | 1   | 4   | 1   | 3   | 1   | 2   | 1*  | 1   | 1*  | 1*  | 1*  | 4*  | 3   | 1   | 3*  | 4   | 1   | 6   | 2   | 6   | 5   | 5   | 1   | 5   | 3*  | 473    |
| 2    | Vladislav Lomko     | 2   | 11  | 5   | 3   | 1   | 2   | 3   | 3   | 4   | 3   | 3   | 2   | 5   | 5   | 2   | 1   | 5   | 3   | 1   | 3*  | 1   | 2   | 1*  | 6   | 1   | 2   | 416    |
| 3    | Christian Mansell   | 1   | 8   | 3   | 2   | 2   | 4   | 1   | 2   | 2   | 2   | 4   | 4   | 2   | 1   | 3   | 5   | 2*  | 2*  | 5   | 4   | 3   | Ret | Ret | 3   | 4   | 4   | 377    |
| 4    | Frederick Lubin     | 5   | 2   | 2   | Ret | 8   | 8   | 6   | 4   | 7   | 6   | 6   | 3   | 6   | 4   | 5   | 2   | 3   | 5   | 4   | 7   | 2*  | 4†  | 3   | 5   | 3   | 1   | 293    |
| 5    | Josh Mason          | 7   | 5   | 8   | 4   | Ret | Ret | 4*  | 7   | 3*  | 7   | 2   | 5   | 1   | 7   | 6   | 7   | 1   | 4   | 3   | 5   | 5   | 1   | 2   | 9   | 6*  | Ret | 278    |
| 6    | Francesco Simonazzi | 9   | 6   | 9   | 8*  | Ret | 9   | 11  | 10  | 9   | 10  | 8   | 7   | 7   | 2*  | 4   | 4   | 6   | 7   | 2*  | 1   | 4   | 7   | 7   | 2   | 8   | 6   | 197    |
| 7    | Alex García         | 11  | 10  | 12  | 6   | 9   | Ret | 7   | 9   | 5   | 4   | 9†  | 9   | 8   | 8   | 7   | Ret | 7   | Ret | Ret | Ret | Ret | 3*  | 4   | 7   | 7   | 5   | 116    |
| 8    | Sebastian Øgaard    | 4   | 3   | 1   | 7   | 6   | 5   | 8   | 5   | 6   | 5   | 7   |     |     |     |     |     |     |     |     |     |     |     |     |     |     |     | 114    |
| 9    | Filip Ugran         | Ret | 7*  | 7   | 5   | 4   | 3   | 5   | 6   | 8   | 8   | 5   |     |     |     |     |     |     |     |     |     |     |     |     |     |     |     | 92     |
| 10   | Ayrton Simmons      |     |     |     |     |     |     |     |     |     |     |     | 6   | 3   | 10  | WD  | WD  | WD  | 6   | 7   | 6   |     |     |     | 4*  | 2   | 7†  | 85     |
| 11   | Vladimír Netušil    |     |     |     | 9   | 10  | 10  | 10  | 11  | WD  | WD  | WD  | 10  | 10  | 9   | 8   | 6   | 8   | WD  | WD  | WD  | 7   | 6   | 6   | 8   | WD  | WD  | 51     |
| 12   | Nicola Marinangeli  | 8   | Ret | 6*  | Ret | 7*  | 6*  | 9   | 8   |     |     |     |     |     |     |     |     |     |     |     |     |     |     |     |     |     |     | 36     |
| 13   | Alex Peroni         | 6*  | 4   | 10  |     |     |     |     |     |     |     |     |     |     |     |     |     |     |     |     |     |     |     |     |     |     |     | 23     |
| 14   | Nico Pino           | 10  | 9   | 11  | Ret | 5   | 7   | Ret | Ret | WD  | WD  | WD  |     |     |     |     |     |     |     |     |     |     |     |     |     |     |     | 20     |
| 15   | Benjámin Berta      |     |     |     |     |     |     |     |     |     |     |     | 8   | 9   | 6   |     |     |     |     |     |     |     |     |     |     |     |     | 14     |
| 16   | Daniel Nogales      |     |     |     |     |     |     |     |     |     |     |     |     |     |     |     |     |     | Ret | Ret | 8   |     |     |     |     |     |     | 4      |
| 17   | Filip Kaminiarz     |     |     |     |     |     |     |     |     | 10  | 9   | Ret |     |     |     |     |     |     |     |     |     |     |     |     |     |     |     | 3      |
| NC   | Paolo Brajnik       |     |     |     |     |     |     |     |     |     |     |     |     |     |     | WD  | WD  | WD  |     |     |     |     |     |     |     |     |     | 0      |
| Pos. | Piloto              | EST | EST | EST | PAU | PAU | LEC | LEC | LEC | SPA | SPA | SPA | BUD | BUD | BUD | IMO | IMO | IMO | SPI | SPI | SPI | MNZ | MNZ | MNZ | BAR | BAR | BAR | Puntos |

| Color     | Resultado                                                               |
| --------- | ----------------------------------------------------------------------- |
| Oro       | Ganador                                                                 |
| Plata     | 2.ª plaza                                                               |
| Bronce    | 3.ª plaza                                                               |
| Verde     | Finalizó en los puntos                                                  |
| Azul      | Finalizó sin puntos                                                     |
| Azul      | NC - No clasificado                                                     |
| Violeta   | Ret - No terminó (Carrera)                                              |
| Rojo      | DNQ - No se clasificó                                                   |
| Negro     | DSQ - Descalificado                                                     |
| Blanco    | DNS - No empezó (carrera)                                               |
| Blanco    | WD - Retirado (fin de semana)                                           |
| Blanco    | C - Carrera cancelada                                                   |
| Sin color | DNP - Inscrito pero no participó                                        |
| Sin color | INJ - Lesionado                                                         |
| Sin color | EX - Excluido                                                           |
| Estado    | Resultado                                                               |
| Negrita   | Pole position                                                           |
| Cursiva   | Vuelta rápida                                                           |
| †         | Abandona, pero clasifica al completar el porcentaje requerido para ello |

### Campeonato de Novatos
| Pos. | Piloto              | EST | EST | EST | PAU | PAU | LEC | LEC | LEC | SPA | SPA | SPA | BUD | BUD | BUD | IMO | IMO | IMO | SPI | SPI | SPI | MNZ | MNZ | MNZ | BAR | BAR | BAR | Puntos |
| ---- | ------------------- | --- | --- | --- | --- | --- | --- | --- | --- | --- | --- | --- | --- | --- | --- | --- | --- | --- | --- | --- | --- | --- | --- | --- | --- | --- | --- | ------ |
| 1    | Vladislav Lomko     | 2   | 11  | 5   | 3   | 1   | 2   | 3   | 3   | 4   | 3   | 3   | 2   | 5   | 5   | 2   | 1   | 5   | 3   | 1   | 3   | 1   | 2   | 1   | 6   | 1   | 2   | 226    |
| 2    | Francesco Simonazzi | 9   | 6   | 9   | 8   | Ret | 9   | 11  | 10  | 9   | 10  | 8   | 7   | 7   | 2   | 4   | 4   | 6   | 7   | 2   | 1   | 4   | 4   | 7   | 2   | 8   | 6   | 162    |
| 3    | Alex García         | 11  | 10  | 12  | 6   | 9   | Ret | 7   | 9   | 5   | 4   | 9†  | 9   | 8   | 8   | 7   | Ret | 7   | Ret | Ret | Ret | Ret | 3   | 4   | 7   | 7   | 5   | 130    |
| 4    | Sebastian Øgaard    | 4   | 3   | 1   | 7   | 6   | 5   | 8   | 5   | 6   | 5   | 7   |     |     |     |     |     |     |     |     |     |     |     |     |     |     |     | 84     |
| 5    | Daniel Nogales      |     |     |     |     |     |     |     |     |     |     |     |     |     |     |     |     |     | Ret | Ret | 8   |     |     |     |     |     |     | 6      |
| Pos. | Piloto              | EST | EST | EST | PAU | PAU | LEC | LEC | LEC | SPA | SPA | SPA | BUD | BUD | BUD | IMO | IMO | IMO | SPI | SPI | SPI | MNZ | MNZ | MNZ | BAR | BAR | BAR | Puntos |

### Campeonato de Escuderías
| Pos. | Escudería             | Puntos |
| ---- | --------------------- | ------ |
| 1    | CryptoTower Racing    | 358    |
| 2    | Team Motopark         | 280    |
| 3    | BVM Racing            | 54     |
| 4    | Van Amersfoort Racing | 48     |
| 5    | Drivex School         | 25     |
| 6    | Effective Racing      | 0      |
| NC   | NV Racing             | 0      |